# ملازیی
ملازیی (به انگلیسی: Mulazai) یک منطقهٔ مسکونی در پاکستان است که در خیبر پختونخوا واقع شده‌است.